# Félix Balyu
Félix Balyu (* 15. August 1891 in Brügge; † 15. Januar 1971) war ein belgischer Fußballspieler. Er war 1920 Olympiasieger und belgischer Meister. 

## Karriere
Balyu war seit 1908 beim FC Brügge und spielte von 1911 bis 1923 in der ersten Mannschaft. Sein erster Erfolg mit der Mannschaft war das Erreichen des Finales im belgischen Fußballpokal 1914, die Mannschaft unterlag allerdings dem Royale Union Saint-Gilloise. Nach dem Ersten Weltkrieg wurde in der Saison 1919/20 erstmals wieder die belgische Meisterschaft ausgetragen. Der FC Brügge gewann seinen ersten Meistertitel, Balyu erzielte in dieser Saison 23 Tore. In der folgenden Saison belegte Brügge den vierten Platz, Balyu steuerte 17 Treffer bei.
1920 war Antwerpen Austragungsort der Olympischen Spiele. Im olympischen Fußballturnier erreichte die belgische Nationalmannschaft kampflos das Viertelfinale. Im Viertelfinale besiegten die Belgier die spanische Mannschaft mit 3:1. In diesem Spiel wirkte Félix Balyu als Mittelstürmer mit und machte sein einziges Länderspiel. Im Halbfinale und im Finale spielte dann Mathieu Bragard auf der Mittelstürmer-Position. Belgien gewann beide Spiele und war damit Olympiasieger.
Nach seiner Zeit in Brügge wechselte er nach Frankreich zum FC Rouen und schloss sich danach der US Tourcoing an. Mit dieser stand er als ältester Spieler in Frankreich im Finale um die Landesmeisterschaft 1928, welches der Klub mit 0:2 gegen Stade Français verlor.